# とっこねぇ
とっこねぇ（本名：井上 時子（いのうえ ときこ）、1944年6月5日 - ）は、日本の女性ピン芸人。所属事務所は山中企画。血液型はO型。栃木県那須塩原市出身。

## 人物
特技は栃木弁丸出しのしゃべりである。公式ブログも栃木弁で更新されている。
鉄道弘済会に勤務ののち、23歳で離婚。

## 芸歴
2005年、矢板のぞみ（旧名・井上のぞみ）とお笑いコンビ「時子とのぞみ」を結成。ツッコミを担当していた。
結成直後からライブを中心に活動。テレビには『エンタの神様』に一度だけ出演した。
2007年、相方である矢板がお笑い学校を退団したため、コンビは解散。
その後は「とっこねぇ」と改名し、ピン芸人として活動している。

## 出演番組

### コンビ時代
- エンタの神様（2005年頃[いつ?]）

### ピン芸人時代
- R-1ぐらんぷり（2007年）